# Tinospora mossambicensis
Tinospora mossambicensis är en tvåhjärtbladig växtart som beskrevs av Adolf Engler. Tinospora mossambicensis ingår i släktet Tinospora och familjen Menispermaceae. Inga underarter finns listade i Catalogue of Life.